# Crocemosso
Crocemosso is een plaats (frazione) in de Italiaanse gemeente Valle Mosso.